# Недожери-Брезани
Недожери-Брезани (словац. Nedožery-Brezany) — село, громада округу Пр'євідза, Тренчинський край. Кадастрова площа громади — 24.16 км².
Населення 2127 осіб (станом на 31 грудня 2020 року).

## Географія
Протікають річка Хвойніца; Брезанський потік і Порубський потік.

## Історія
Недожери-Брезани згадуються 1264 року.

## Населення
| Рік:            | 1994. | 2004.   | 2014.   | 2024.   |
| --------------- | ----- | ------- | ------- | ------- |
| Кількість осіб: | 1828  | 1940    | 2110    | 2054    |
| Різниця:        |       | +6,12 % | +8,76 % | -2,65 % |

| Рік:            | 2023. | 2024.   |
| --------------- | ----- | ------- |
| Кількість осіб: | 2062  | 2054    |
| Різниця:        |       | -0,38 % |